# 川上忠智
川上忠智（?—1607年4月10日），日本戰國時代至安土桃山時代的武將。島津氏家臣。父親是川上忠興。

## 生平
生年不詳。擔任島津義弘的家老、以及日向國高鍋、大隅國栗野、薩摩國馬越、大隅國蒲生等地頭職。
元龜3年（1572年）5月4日，在木崎原之戰中，擔任義弘的正室和嫡子鶴壽丸居住的加久藤城的城代，與遠矢良賢率領從飯野城來的援軍等一同撃退伊東氏的軍勢。天正6年（1578年），在伊東氏的財部城城主落合兼朝投向島津家後，被任命為財部城城主。天正8年（1580年），與新納忠元、鎌田政年等人一同攻滅肥後國阿蘇氏領地的矢崎城（現今熊本縣宇土郡）城主中村惟冬。天正12年（1584年）3月24日，在沖田畷之戰中，與肥前國的龍造寺氏戰鬥，並襲撃敵軍本隊，嫡子忠堅殺死敵軍大將龍造寺隆信而立下大功。在慶長12年3月14日（1607年4月10日）病死。